# Abul Khair (ator)
Abul Khair era um ator de televisão e cinema de Bangladesh. Ele ganhou o Prêmio Nacional de Cinema de Bangladesh de Melhor Ator Coadjuvante quatro vezes por seus papéis nos filmes Dohon (1984), Rajlakshmi Srikanta (1987), Onno Jibon (1995) e Dukhai (1997).

## Carreira
A carreira de ator de Khair começou em meados dos anos 1950. Mais tarde na vida, quando ele voltou a atuar na televisão, ele atuou em muitos seriados de televisão e drama de Humayun Ahmed, Ei Shob Din Ratri. Mais tarde, ele atuou em Bohubrihi, Aaj Robibar, Ayomoy e outros.
Além de ser ator de televisão e cinema, também ocupou diversos cargos executivos nacionais e internacionais como segue :
- Diretor de Filmes, Ministério da Informação do então Governo do Paquistão Oriental e mais tarde do Governo de Bangladesh durante 1968 a 1976.
- Durante esse tempo, ele obteve permissão do governo do Paquistão para ir à Índia para assistir ao documentário dirigido sobre o agora Poeta Nacional Kazi Nazrul Islam (O Poeta Rebelde) em 1970.
- Ele orquestrou e dirigiu o famoso discurso de 7 de março de Bangabandhu Sheikh Mujibur Rahman (a única cópia foi restaurada e salva por ele durante a guerra).
- Ele também fez um documentário sobre Bangladesh "This is Bangladesh", que foi exibido no Montreal World Film Festival (1977).
- Diretor Gerente da FDC (Film Development Corporation) durante 1973 a 1975
- Diretor de cinema internacional, Nações Unidas, Nova York, Estados Unidos durante 1976 a 1980. Nessa função, ele fez diversos filmes documentários sobre o habitat humano no Sri Lanka, Canadá, Bangladesh, Índia e Paquistão. Ele dirigiu um documentário para a ONU "The Big Village", que está no arquivo de filmes de Bangladesh e também no arquivo de filmes da ONU.

## Obras

### Televisão
- Ei Shob Din Ratri[4]
- Kothao Keu Nei (কোথাও কেও নাই)
- Bohubrihi
- Aaj Robibar (1999)
- Ayomoy
- Nimful (1997)
- Shobinoy Nibedon (1965)